# Platygaster vestina
Platygaster vestina är en stekelart som beskrevs av Walker 1836. Platygaster vestina ingår i släktet Platygaster och familjen gallmyggesteklar. Inga underarter finns listade i Catalogue of Life.